# O Abolicionista do Amazonas
O Abolicionista do Amazonas foi um jornal brasileiro sediado em Manaus, capital do estado do Amazonas. Surgiu em 1884, tendo sido criado por um grupo de mulheres que pregava o fim da escravidão na província do Amazonas. O jornal circulava três vezes por semana e publicava textos abolicionistas. Teve pouco tempo de duração.
O jornal surgiu no ano de 1884 e defendia o fim da escravidão na província. Curiosamente, no mesmo ano, o Amazonas tornou-se o segundo estado do Brasil a abolir a escravatura, em 10 de julho.